# De Rees
De Rees is een landhuis en voormalige havezate in de gemeente Brummen, gelegen tussen Brummen en Leuvenheim, in de Nederlandse provincie Gelderland. 

## Geschiedenis
De oudste schriftelijke vermelding is afkomstig uit 1642 als Gelders leen hoewel het goed al veel ouder moet zijn. Het huis dat er tegenwoordig staat werd in 1833 gebouwd, en omstreeks deze tijd moet ook zijn voorganger zijn afgebroken. Deze voorganger was volgens prenten een verdedigbare havezate voorzien van een slotgracht en ophaalbrug. Het landhuis is vanaf 1943 tot 1970 in gebruik geweest bij het Centraal Bureau Derde Orde. De Orde hoorde tot de paters Franciscanen. Volgens het kerkelijk wetboek ging het om een seculier instituut. De leden legden private geloften af die maar één jaar geldig waren en daarna vernieuwd moesten worden. Daarna in gebruik door de Stichting Philadelphia Zorg voor de verzorging van gehandicapten. Toen die vertrokken is het gebruikt door een woonleefgemeenschap. Sinds 1989 Foijer de Charite klein Sion als rooms-katholiek retraitecentrum, sinds 2005 door de congregatie van Sint-Jan.